# ロイ・ウォルトン
ロイ・ウォルトン（英: Roy Walton、1932年4月11日 – 2020年2月3日）は、イギリス、スコットランドのマジシャン。
8歳頃から手品に興味を持ち出し、カード・ワープに代表される、数千通りのマジックを編み出し世界的に知られるようになった。ジェリーサドウィッツやロナルド・ポール・ウィルソンなどのスコットランド人マジシャンを指導した経験を持つ。約80年間、家族と共にグラスゴーにあるタム・シェパーズ・トリック・ショップというマジック専門店のオーナーとして働いていた。

## 訃報
2020年2月4日、前日にウォルトンが亡くなったことがタム・シェパーズ・トリック・ショップのフェイスブックにて報告された。死因は明らかになっていない。